# Lázár István (tanár)
Lázár István (Székesfehérvár, 1861. március 28. – Nagyenyed, 1915. április 24.) református főgimnáziumi tanár, ciszterci szerzetes, néprajzi író, néprajzkutató.

## Élete
A gimnázium I-VI. osztályát szülővárosában, a VII. és VIII.-at Egerben végezte. 1878-81-ben mint a zirci ciszterci rend teológus növendéke a budapesti egyetemi tanárok privát utasításai szerint készült a középiskolai tanári vizsgálatokra, melyekre: Oratio et orator és A görög tragoedia története című kézirati munkáival nyerte meg a vallás és közoktatási minisztérium engedélyét. Tanári alapvizsgálatát 1882-ben, görög és latin nyelvi szakvizsgálatát 1883-ban letévén, oklevelet nyert. 1886-ban középiskolai tornatanárnak képesíttette magát. 1892-ben részt vett a görög-pótló tanfolyamon és ott előadást tartott Tétisz az Olymposzon c. homéroszi részlet magyarázatával. Alkalmazásban volt 1881-82-ben a pécsi, 1882-85-ben a bajai főgimnáziumban. 1885. október 2-án a református egyházba lépvén, a csurgói református főgimnáziumban helyettes, 1886-ban rendes tanárnak alkalmazták. Ugyanekkor a református teológiából vizsgálatot tett és segédlelkésznek is kineveztetett. Ez évben választotta meg a dunántúli református egyházkerület a pápai főgimnáziumhoz rendes tanárnak, de a választást nem fogadta el. 1889. október 8-án a nagyenyedi református főgimnáziumban választatott a klasszika-filológia rendes tanárának. 1890-91-ben elöljárósági, 1894-től közös tanárszéki jegyző volt.
Cikkei a csurgói református főgimnázium Értesítőjében (1887. A klasszikus olvasmányok tartalmi jelentősége); a Protestáns Egyházi és Iskolai Lapban (1888. A klasszikus olvasmányok kezelése, 1889. Tanárképzés és tanárválasztás, Középiskolai paedagogiai és didactica, Mivel lehet pótolni a görög nyelv tanítását, 1892. Az új középiskola); az Országos középiskolai tanáregylet Közlönyében (1890. A latin nyelv gyakorlatibb tanítása); az Ethnographiában (1895. Néprajzi adatok. Alsófehérmegyében); a Magyar Nyelvőrben (1890. Az alsófehérmegyei népnyelv); a nagyenyedi ref. Bethlen-főtanoda Értesítőjében (1891. Klasszikus szellem, székfoglaló beszéd); az Alsófehérvármegye monographiájában (1900. I. k. 2. rész. A vármegye magyar népéről); tankönyvbírálatok, társadalmi kérdésekről szóló és szépirodalmi cikkek a nagyenyedi helyi lapban.

## Munkái
- Studia usus et artis dicendi... 1884.
- Klasszikus szellem. Székfoglaló beszéd. Bpest, 1892.
- Alsó Fehér vármegye magyar népe. Nagy-Enyed, 1896. (Ism. Ethnographia, Polg. Isk. Közlöny 1897., Nyelvtudom. Közlemények 1897, Századok 1900. 81.)